# Tänd ett ljus
„Tänd ett ljus” – singel szwedzkiego zespołu Triad, wydany 23 grudnia 1987 roku. Singel osiągnął pierwsze miejsce na szwedzkiej liście Top 60 Singles i był notowany łącznie przez dziewięć tygodni. Do utworu powstał teledysk.

## Lista utworów
- Płyta gramofonowa (1987)[3]

A. „Tänd ett ljus” (A Cappella) – 4:47
B. „Tänd ett ljus” – 5:20

## Notowania na listach przebojów
| Państwo | Lista (1987-1988, 2007, 2009-2010, 2011-2012, 2013, 2014-2016, 2017) | Najwyższa pozycja |
| ------- | -------------------------------------------------------------------- | ----------------- |
| Szwecja | Top 60 Singles                                                       | 1                 |